# Panyanggar
Panyanggar is een bestuurslaag in het regentschap Padang Sidempuan van de provincie Noord-Sumatra, Indonesië. Panyanggar telt 3727 inwoners (volkstelling 2010).